# Comuna Kanal ob Soči
Kanal ob Soči (Občina Kanal ob Soči) este o comună din Slovenia, cu o populație de 5.978 de locuitori (2002).

## Localități
Ajba, Anhovo, Avče, Bodrež, Deskle, Doblar, Gorenja vas, Kal nad Kanalom, Kambreško, Kanal, Kanalski Vrh, Kostanjevica pri Ligu, Krestenica, Levpa, Lig, Ložice, Morsko, Paljevo, Prilesje pri Plavah, Plave, Ročinj, Seniški Breg, Ukanje, Zagomila, Zagora, Zapotok